# The Ashes 2010-11
Il The Ashes 2010-11 è stata la 66ª edizione del prestigioso The Ashes di cricket. La serie di 5 partite si è disputata in Australia tra il 25 novembre 2010 e il 7 gennaio 2011. Le due squadre eseguiranno un tour per tutta l'Australia iniziando da Brisbane per poi passare per Adelaide, Perth, Melbourne e infine Sydney.
La vittoria è andata alla selezione inglese, che è riuscita a sconfiggere la compagine australiana in trasferta per la prima volta dal 1987.

## Ashes Series

### Test 1: Brisbane, 25-29 novembre 2010
| Data                | Luogo                                        |             |           | Risultato |
| ------------------- | -------------------------------------------- | ----------- | --------- | --------- |
| 25-29 novembre 2010 | Brisbane Cricket Ground Brisbane, Queensland | Inghilterra | Australia | DRAW      |

| Innings | In battuta  | Al lancio   | Risultato                 | Note          |
| ------- | ----------- | ----------- | ------------------------- | ------------- |
| I       | Inghilterra | Australia   | 260/all out (76.5 overs)  |               |
| II      | Australia   | Inghilterra | 481/all out (158.4 overs) |               |
| III     | Inghilterra | Australia   | 517/1 (152 overs)         | Dichiarazione |
| IV      | Australia   | Inghilterra | 107/1 (26 overs)          |               |

### Test 2: Adelaide, 3-7 dicembre 2010
| Data              | Luogo                                         |           |             | Risultato                         |
| ----------------- | --------------------------------------------- | --------- | ----------- | --------------------------------- |
| 3-7 dicembre 2010 | Adelaide Oval Adelaide, Australia Meridionale | Australia | Inghilterra | ENG vince di un innings e 71 runs |

| Innings | In battuta  | Al lancio   | Risultato                | Note           |
| ------- | ----------- | ----------- | ------------------------ | -------------- |
| I       | Australia   | Inghilterra | 245/all out (85.5 overs) |                |
| II      | Inghilterra | Australia   | 620/5 (152 overs)        | Dichiarazione  |
| III     | Australia   | Inghilterra | 304/all out (99.1 overs) |                |
| IV      | Inghilterra | Australia   | Non disputato            | Non necessario |

### Test 3: Perth, 16-20 dicembre 2010
| Data                | Luogo                                    |           |             | Risultato             |
| ------------------- | ---------------------------------------- | --------- | ----------- | --------------------- |
| 16-20 dicembre 2010 | WACA Ground Perth, Australia Occidentale | Australia | Inghilterra | AUS vince di 267 runs |

| Innings | In battuta  | Al lancio   | Risultato                | Note |
| ------- | ----------- | ----------- | ------------------------ | ---- |
| I       | Australia   | Inghilterra | 268/all out (76 overs)   |      |
| II      | Inghilterra | Australia   | 187/all out (62.3 overs) |      |
| III     | Australia   | Inghilterra | 309/all out (86 overs)   |      |
| IV      | Inghilterra | Australia   | 123/all out (37 overs)   |      |

### Test 4: Melbourne, 26-30 dicembre 2010
| Data                | Luogo                                        |           |             | Risultato                          |
| ------------------- | -------------------------------------------- | --------- | ----------- | ---------------------------------- |
| 26-30 dicembre 2010 | Melbourne Cricket Ground Melbourne, Victoria | Australia | Inghilterra | ENG vince di un Innings e 157 runs |

| Innings | In battuta  | Al lancio   | Risultato                 | Note           |
| ------- | ----------- | ----------- | ------------------------- | -------------- |
| I       | Australia   | Inghilterra | 98/all out (42.5 overs)   |                |
| II      | Inghilterra | Australia   | 513/all out (159.1 overs) |                |
| III     | Australia   | Inghilterra | 258/all out (85.4 overs)  |                |
| IV      | Inghilterra | Australia   |                           | Non necessario |

### Test 5: Sydney, 3-7 gennaio 2011
| Data             | Luogo                                              |           |             | Risultato                         |
| ---------------- | -------------------------------------------------- | --------- | ----------- | --------------------------------- |
| 3-7 gennaio 2011 | Sydney Cricket Ground Sydney, Nuovo Galles del Sud | Australia | Inghilterra | ENG vince di un Innings e 83 runs |

| Innings | In battuta  | Al lancio   | Risultato                 | Note           |
| ------- | ----------- | ----------- | ------------------------- | -------------- |
| I       | Australia   | Inghilterra | 280/all out (106.1 overs) |                |
| II      | Inghilterra | Australia   | 644/all out (177.5 overs) |                |
| III     | Australia   | Inghilterra | 281/all out (84.4 overs)  |                |
| IV      | Inghilterra | Australia   |                           | Non necessario |